# Zootermopsis angusticollis

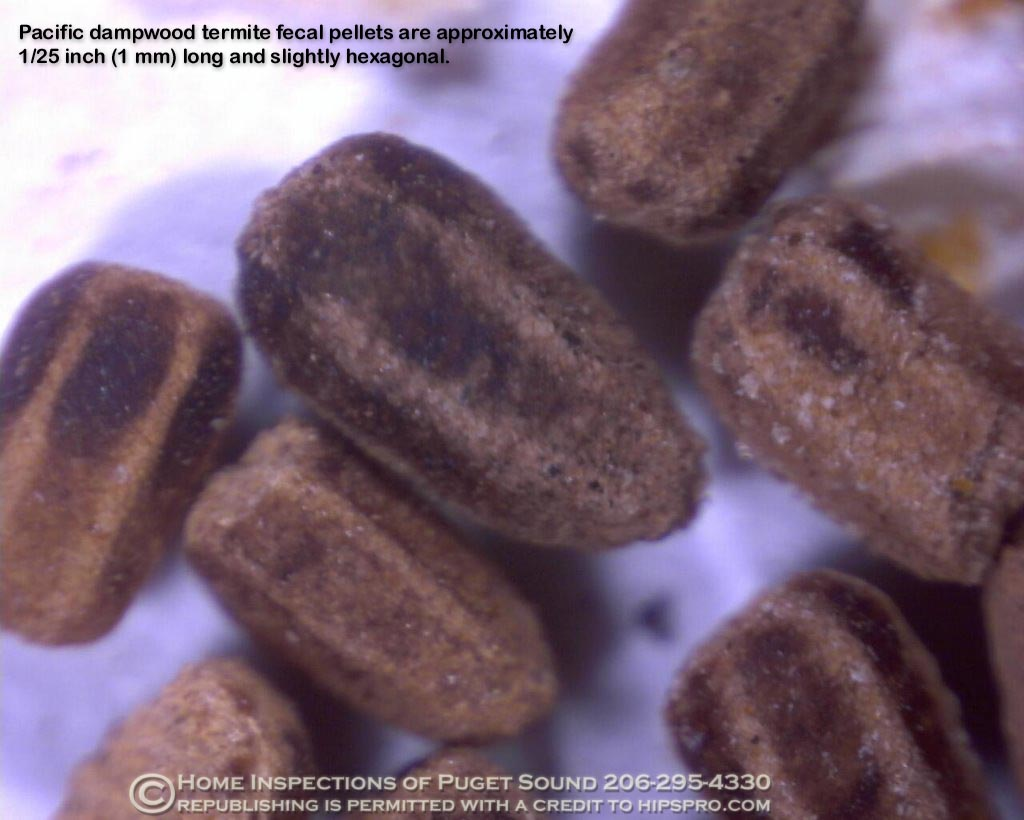
Экскременты термита Zootermopsis angusticollis имеют гексагональную форму, 100x.

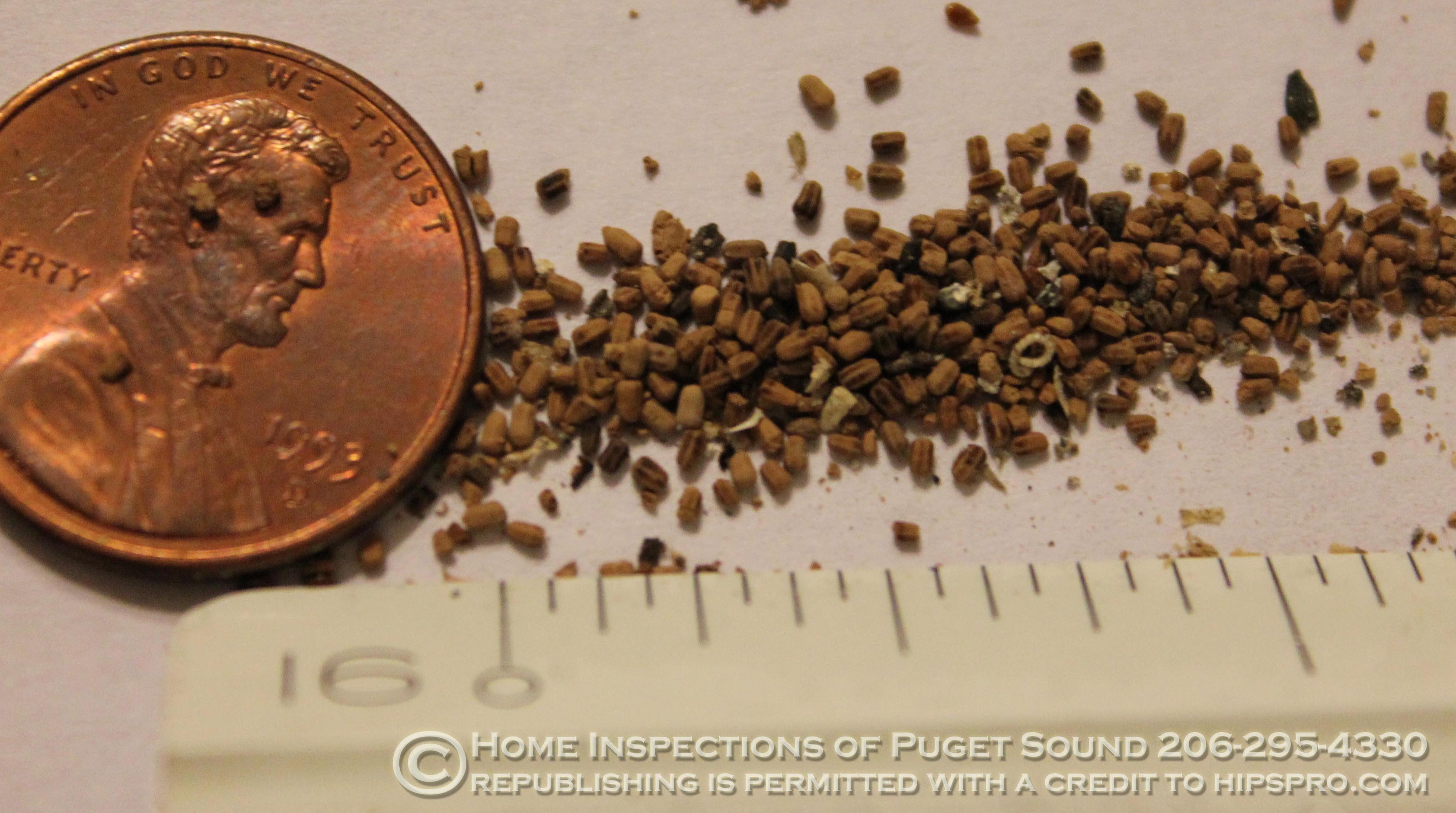
Экскременты Zootermopsis angusticollis играют важную роль в идентификации вредителя.

Zootermopsis angusticollis (лат.) — вид термитов из семейства Archotermopsidae (ранее в Termopsidae). Эндемик Неарктики. Разрушают древесину, могут наносить некоторый ущерб зданиям в регионах, куда они попадают с помощью поставок древесных пиломатериалов.

## Распространение
Встречаются в западной части Северной Америки: Канада (Британская Колумбия), Мексика, США (Калифорния, Монтана, Орегон, шт. Вашингтон), где известны как тихоокеанский термит влажной древесины (англ. Pacific Dampwood Termite).

## Описание
Термиты относительно крупного и среднего размера (1—2 см), а для термитофауны Северной Америки это один из крупнейших видов (размах крыльев до 4 см).
Эусоциальные колонии содержат три основные касты: солдаты, нимфы (недозрелые самки и самцы), а также репродуктивные особи мужского и женского пола (имаго). Солдаты имеют длину от 10 до 20 мм, нимфы от 3 до 15 мм. В молодых колониях крылатые имаго отсутствуют и там наблюдаются только нимфы. Крылатые особи светло-коричневые с тёмно-коричневыми кожистыми крыльями, тогда как нимфы кремового цвета с тёмным брюшком.
Солдаты имеют крупную голову с длинными чёрными зубчатыми жвалами.
Семьи малочисленные, архитектура гнезда и структура колонии примитивные. Корреляция возраста (личинки III—VII) и выполняемых по гнезду задач не прослеживается, все работы выполняет одна функциональная группа рабочих без разделения по возрасту.
В семьях до 4000 термитов.
Важным признаком для выявления заражений термитами являются их уникальные фекальные шарики. Они имеют длину приблизительно 1 мм и форму близкую к шестигранной.

### Место обитания
Свои гнёзда (термитники) устраивают в древесине. Чаще обнаруживается в ассоциации с деревьями следующих видов: псевдотсуга Мензиса, сосна лучистая, сосна жёлтая, кипарис крупноплодный, секвойя (Sequoia sempervirens), туя складчатая, земляничное дерево Менциса, Umbellularia californica, ольха красная, Quercus sp., берёза западная, Eucalyptus sp., сосна Жеффрея.
В отличие от более распространённых термитов сухой древесины из семейства Kalotermitidae, Zootermopsis angusticollis (и другие представители Archotermopsidae и Termopsidae, называемые термитами влажной древесины) очень терпимы к влажным условиям и строят свои колонии во влажной древесине, такой как гниющие пни и брёвна или другие виды древесного мусора из хвойных деревьев. Особи, живущие в колонии, всю свою жизнь проводят в одной и той же части дерева. Они никогда не уходят на фуражировку, так как древесина также является их источником пищи. Тем не менее, крылатые половые особи покидают гнездо, когда отправляются в брачный полёт, чтобы выполнить свою главную роль в размножении и расселении. Крылатые особи хорошо летают и могут улетать на расстояние до 350 метров. Крупные колонии выращивают имаго, происходит роение, однако это подвергает роящихся самок и самцов риску воздействия хищников и увеличивает смертность. Рой содержит только около 50—60 особей.

### Поведение
Термиты проходят через серию возрастов на протяжении всей своей жизни. Отмечен каннибализм, что позволяет избавить колонию от мёртвых или раненых особей, которые могут нарушить движение в тесных галереях гнезда. Члены семьи предупреждают соплеменников, издавая звуки конвульсивными движениями, перемещая своё тело вверх и вниз, ударяя об пол и потолок гнезда.

### Спаривание
Zootermopsis angusticollis имеют неполное развитие и диплоидные клетки. После того, как самец и самка выбрали друг друга во время брачного полёта, они начинают искать полость, которую занимают и затем запечатывают. Спаривание происходит в течение двух недель. После того, как спаривавшаяся матка откладывает яйца, примерно через 15—20 дней появляются молодые особи и создаётся колония. Самка в первый раз откладывает около 10 яиц. Матка (оплодотворённая самка или королева), остаётся моногамной вместе с самцом (королём) в одной большой камере термитника и откладывает свои яйца помногу за один раз, после чего следует период бездействия. Количество отложенных маткой яиц положительно коррелирует с размером самки, которая сбрасывает свои крылья после её брачного полёта. Матки общественных насекомых могут жить в течение десятилетий с самой длинной зарегистрированной продолжительностью 28,5 лет у муравьёв Lasius niger, и 21 год у термитов Mastotermes darwiniensis, однако у вида Zootermopsis angusticollis удалось проследить в лабораторных условиях матку, прожившую лишь около 6 лет (у близкого вида Zootermopsis nevadensis — до 7 лет). Зрелые матки в среднем крупнее самцов (у термитов называемых королями), что облегчает их выявление в колонии. Внутри колонии другие самки-рабочие не размножаются и не спариваются, поскольку их яичники становятся неактивными в присутствии феромонов, производимых королевой. При независимом способе основания новых колоний самка и самец вносят равный вклад в уход за молодью и в строительство нового гнезда.

### Партеногенез
Zootermopsis angusticollis один из немногих представителей термитов, у которого обнаружено бесполое размножение в виде телитокического партеногенеза наряду с такими видами как Reticulitermes speratus, Zootermopsis nevadensis, Kalotermes ﬂavicollis, Biﬁditermes beesoni.

### Генетика
Диплоидный набор хромосом Zootermopsis angusticollis  равен 2n=52.

## Модельный вид
Zootermopsis angusticolis служит модельным видом для изучения экологии задней кишки.
Известно, что Zootermopsis angusticolis содержат много различных видов микробов-симбионтов в задней кишке, которые помогают переваривать древесину, потребляемой ими. Можно утверждать, что этот вид может быть одним из наиболее изученных низших термитов с точки зрения симбионтов задней кишки. Считается, что симбионты и термиты эволюционировали совместно друг с другом. Этот конкретный вид термитов изучался почти 100 лет. Протисты, обнаруженные в задней кишке термитов, включают в себя множество видов рода Trichonympha, таких как: Hexmastix temopsidis, Tricercomitus termopsidis, Trichomitopsis termopsidis, Trichonypha campanula, Trichonympha collaris, Trichonympha sphaerica и Streblomais.

## Значение и защита
Поселяясь в древесных постройках могут наносить вред, разрушая их структуру. Распространению термитов способствуют поставки заражённых насекомыми древесных пиломатериалов. Разрушители древесины, могут наносить некоторый ущерб зданиям в регионах, куда они попадают с помощью поставок древесных пиломатериалов. Для предохранения зданий рекомендуется устранить источники влаги, отводя воду от фундамента дома. Важно отремонтировать протекающие краны, водопроводные трубы и кондиционеры снаружи дома. Дрова должны храниться на расстоянии не менее 6 метров от дома. Чтобы не допустить попадания термитов в помещение, необходимо уменьшить влажность путём надлежащей вентиляции помещений, чердаков и подвалов.